# فيزياء المستقبل (كتاب)
 فيزياء المستقبل (بالإنجليزية: Physics of the Future)‏ هو اسم كتاب للفيزيائي النظري الشهير ميشيو كاكو.كاكو هو أستاذ الفيزياء في جامعةمدينة نيويورك.يناقش الكتاب مستقبل كل من الحاسب الآلي، والذكاء الإصطناعي، والطب...إلخ.
قسم كاكو الكتاب لعدة فصول كل لموضوع واحد.والكتاب حقق نجاحا مبهرا ككتاب علمى من كتب العلم للعامة.
تم في عام 2013م، نشر ترجمة عربية للكتاب من ترجمة راشد عليان.